# ベリク・イマシェフ
ベリク・マジトヴィッチ・イマシェフ（Берик Мажитович Имашев、1960年6月7日 - ）は、カザフスタンの政治家。上院議員。過去、安全保障会議書記等を務めた。
娘がヌルスルタン・ナザルバエフ大統領の孫に嫁いでおり、大統領一家の一員である。

## 経歴
アルマトイ市出身。1982年、ロモノソフ名称モスクワ国立大学法学部を卒業。
大学卒業後、カザフ・ソビエト社会主義共和国の地区検察庁取調官、共和国検察庁特別重要問題取調官、地区検事、検察総庁の局長、アルマトイ市検事第一次長を歴任。
1994年～1997年、「カズコメルツバンク」（Казкоммерцбанк）副社長、国家国有財産管理委員会副議長、税務警察局長兼国家税務委員会副議長。1997年5月～1998年4月、民間の法律会社社長。
1998年～1999年、大統領補佐官、小ビジネス支援局長官。1999年～2000年、アスタナ市弁護士会幹部会副議長。
2000年～2001年、独占規制・競争擁護・小ビジネス支援局長官。2001年～2003年、閉鎖型株式会社「ネフチェコンサルティング」（Нефтеконсалтинг）社長。
2003年～2005年、カザフスタン共和国安全保障会議副書記。2005年5月～10月18日、株式会社「小企業発展財団」（Фонд развития малого предпринимательства）社長。
2005年10月18日～2007年1月、大統領府副長官。2007年1月11日、安全保障会議書記に任命。2008年2月19日～8月、大統領補佐官兼安全保障会議書記。
2008年8月、大統領により、上院議員に任命。同年9月11日から上院農業問題・環境保護常任委員会委員。同年12月11日から上院立法・法務問題委員会委員長。